# Леонор Балдакі
Леонор Балдакі (порт. Leonor Baldaque; 27 січня 1977, Порту) — португальська кіноакторка та письменниця.

## Біографія
Внучка відомої португальської письменниці Агустини Беса-Луїш. Дебютувала в 1998 році у фільмі «Занепокоєння» Мануела де Олівейри, знятому за романом Біса-Луїс; відтоді зіграла ще у семи картинах Олівейри, причому деякі з них також є екранізаціями прози Біса-Луїс.
Вивчала філологію в Університеті Порту, в 2000 році поїхала до Парижа, де навчалася в театральній школі Cours Florent. У 2003 році фонд European Film Promotion назвав Леонор Балдакі в числі висхідних зірок європейського кіно.
У 2009 році одружилася, жила з чоловіком в Римі, написала французькою роман «Vita, la vie légère», що вийшов 2012 року у видавництві «Галлімар».
На даний час проживає у Римі, працює над наступним романом. Крім португальської, володіє англійською, французькою та італійською мовами.

## Творчість

### Фільми
- 1998: Занепокоєння / Inquietude (Мануел де Олівейра)
- 2000: Supercolla (Давид Бонневіль, короткометражний)
- 2001: Я йду додому / Je rentre à la maison (Мануел де Олівейра)
- 2001: Порту мого дитинства / Porto da Minha Infância (Мануел де Олівейра)
- 2002: Принцип невизначеності / O Princípio da Incerteza (Мануел де Олівейра)
- 2004: П'ята Імперія / O Quinto Império — Ontem Como Hoje (Мануел де Олівейра)
- 2005: Maquete (Давид Бонневіль, короткометражний)
- 2005: Чарівне дзеркало / Espelho Mágico (Мануел де Олівейра)
- 2005: Захоплення маяка / A Conquista de Faro (Рита Азеведу Гоміш, короткометражний)
- 2006: Все ще красуня / Belle Toujours (Мануел де Олівейра)
- 2007: Христофор Колумб — загадка / Cristóvão Colombo — O Enigma (Мануел де Олівейра)
- 2009: Португальська черниця / La religieuse portugaise (Ежен Грін)

### Книги
- Vita, la vie légère. Paris: Gallimard, 2012.